# Anthurium aroense
Anthurium aroense är en kallaväxtart som beskrevs av George Sydney Bunting. Anthurium aroense ingår i släktet Anthurium och familjen kallaväxter. Inga underarter finns listade.